# Pleurothallis gargantua
Pleurothallis gargantua är en orkidéart som beskrevs av Carlyle August Luer. Pleurothallis gargantua ingår i släktet Pleurothallis och familjen orkidéer. Inga underarter finns listade i Catalogue of Life.

## Bildgalleri

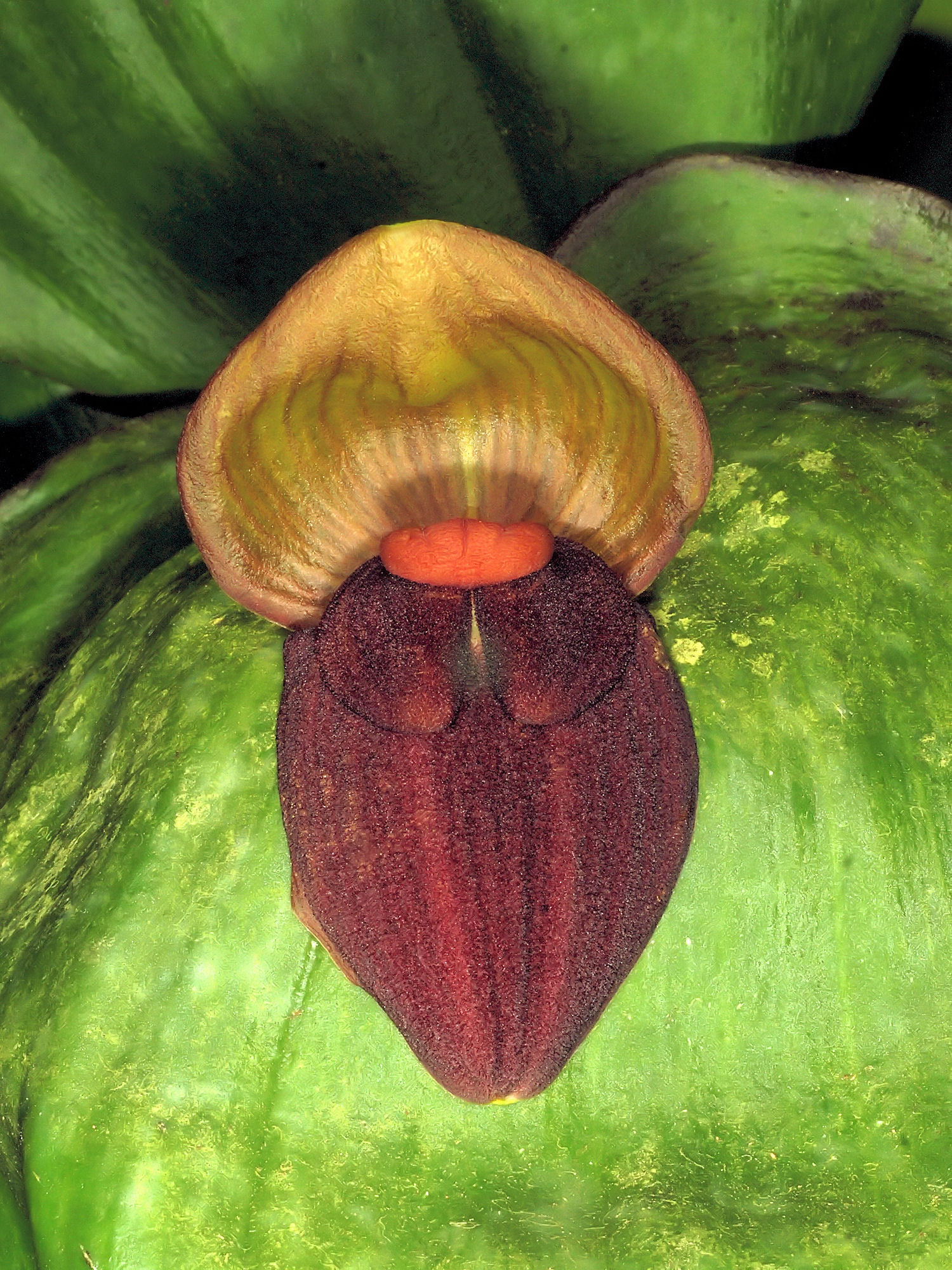